# Blodstrupsamadin
Blodstrupsamadin (Amadina fasciata) är en astrild som lever i Afrika och som tidigare kallades för bandfink.

## Utseende och läten
Blodstrupsamadin kan bli ungefär tolv centimeter lång. Fågelns ovansida är gråbrun med svarta streck. Ryggfjädrarna har svarta tvärband. Strupen och kinderna är vita och hanen har ett blodrött ”halsband”. Honan saknar det röda bandet. Bland lätena hörs ett "eee-eee-eee" i flykten.

## Utbredning och systematik
Blodstrupsamadinen delas in i fyra underarter med följande utbredning:
- Amadina fasciata fasciata – södra Mauretanien till södra Senegal österut till Sudan och Sydsudan
- Amadina fasciata alexanderi – Eritrea, Etiopien, Somalia, sydöstra Sydsudan, nordöstra Uganda, Kenya och Tanzania
- Amadina fasciata meridionalis – Malawi till Moçambique, Angola, nordöstra Namibia och norra Sydafrika
- Amadina fasciata contigua – södra Zimbabwe, södra Moçambique, Sydafrika och Swaziland

## Levnadssätt
Blodstrupsamadinen lever, när det inte är häckningssäsong, i stora flockar som man hittar på Afrikas torra savanner och törnbuskområden. Födan består främst av gräsfrö men den äter även termiter.

### Häckning
Blodstrupsamadinens häckningssäsong börjar mot slutet av regnperioden. De använder grässtrån för att bygga sina bon och fodrar dem med fjädrar. De bygger ofta sina bon i buskar eller i träd. Honan lägger fyra till fem vita ägg som hon ruvar i ungefär tolv dagar. När ungarna sedan kläckts matar föräldrarna dem med halvmogna gräsfrön.

## Som burfågel
Blodstrupsamadin hör till de äldsta tropiska burfåglarna. Redan i slutet av 1700-talet genomfördes lyckade häckningsförsök. Eftersom den lätt blir störd när den häckar i fångenskap överger den ofta både ägg och ungar. Utöver det anses fågeln vara en livlig, orädd och tålig liten fågel.

## Status och hot
Arten har ett stort utbredningsområde och en stor population med stabil utveckling. Det tros heller inte finnas några påtagliga hot mot artens bestånd. Utifrån dessa kriterier kategoriserar internationella naturvårdsunionen IUCN arten som livskraftig (LC). Världspopulationen har inte uppskattats, men den beskrivs som vanlig eller lokalt vanlig.

## Namn
Fågeln har på svenska även kallats rödstrupig amadin och bandfink.